# Ukrainische Botschaft in Wien

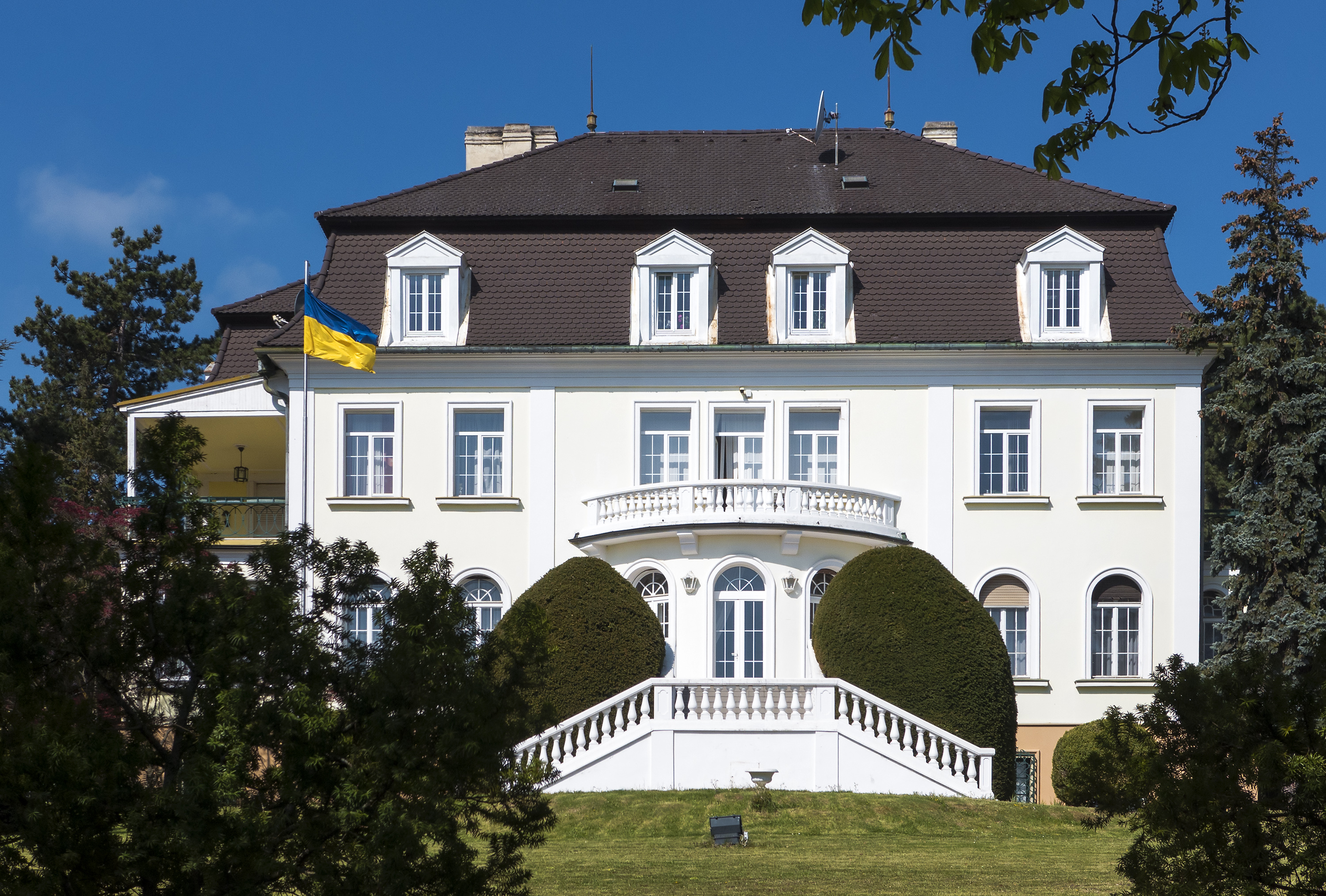
Ukrainische Botschaft in Wien

Die Ukrainische Botschaft in Wien ist die diplomatische Vertretung der Ukraine in Österreich. Das Botschaftsgebäude befindet sich in der Naaffgasse 23 im 18. Wiener Bezirk Währing. Ukrainischer Botschafter in Österreich ist seit 2021 Wassyl Chymynez.

## Geschichte

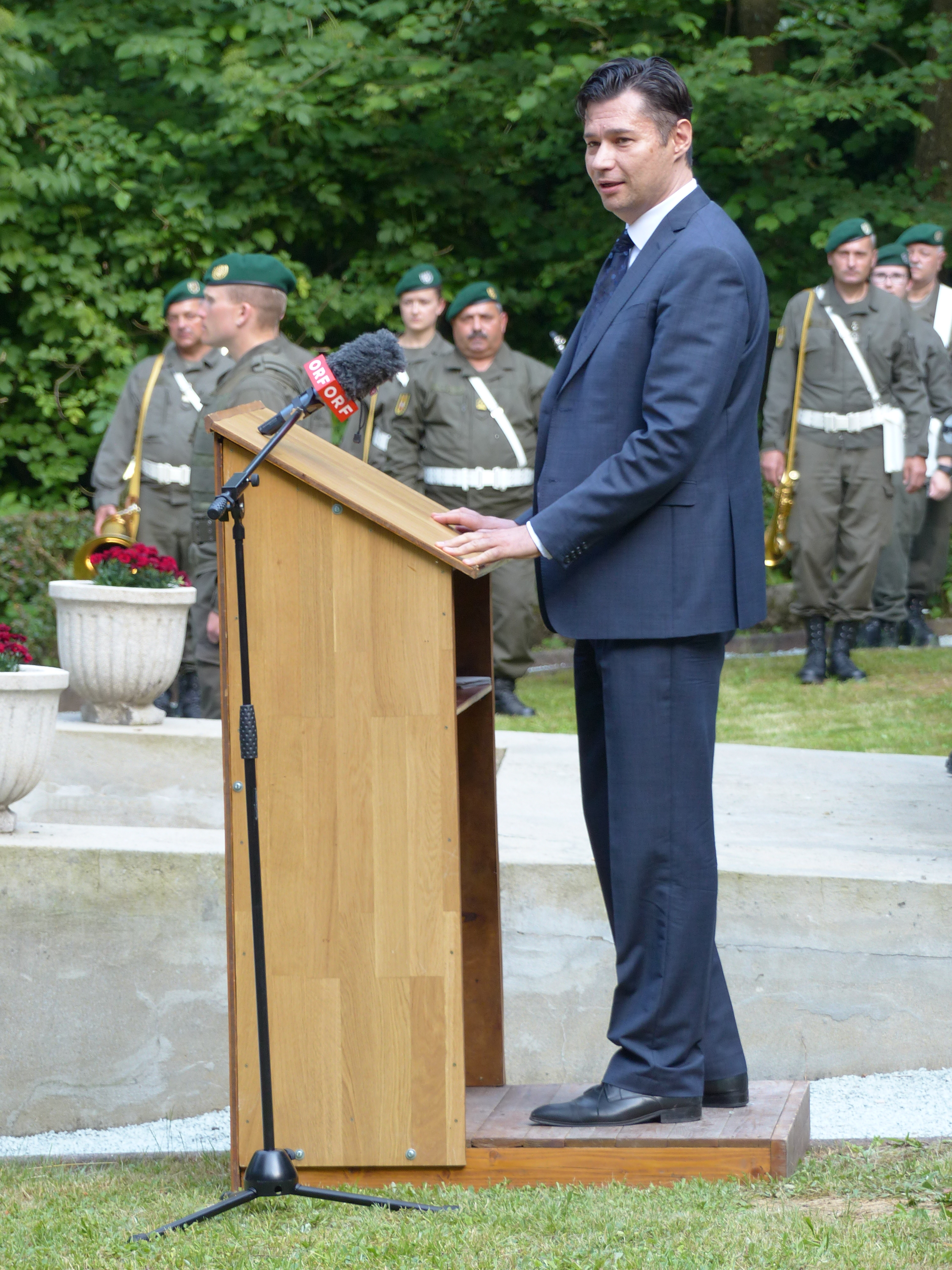
Oleksandr Schtscherba, Botschafter (2014–2021)

Mit dem Zerfall des Zarenreichs entstand 1918 erstmals ein ukrainischer Nationalstaat. Die Republik Österreich erkannte den Ukrainischen Staat an. Andrij Jakowliw wurde 1918 erster diplomatischer Vertreter der Ukraine in Österreich. Sein Nachfolger war Wjatscheslaw Lypynskyj. Im Russischen Bürgerkrieg eroberte die Rote Armee den größten Teil der Ukraine und diese wurde als Ukrainische Sozialistische Sowjetrepublik in die Sowjetunion eingegliedert.
Nach dem Zerfall der Sowjetunion erklärte sich die Ukraine im Dezember 1991 für unabhängig. Die Botschaft in Wien wurde im April 1992 eröffnet. Der erste Botschafter war Jurij Kostenko. Von 2014 bis 2021 war Oleksandr Schtscherba ukrainischer Botschafter in Österreich.
In Österreich gibt es die Österreichisch-Ukrainische Gesellschaft, das Ukrainische Iwan-Franko-Zentrum für Kultur und Bildung in Wien und eine Reihe weiterer kultureller oder kirchlicher Einrichtungen.

## Konsulareinrichtungen der Ukraine in Österreich
- Konsularabteilung der Botschaft der Ukraine in Wien

## Botschaftsgebäude in Wien
Sitz der Botschaft ist eine Villa in der Naaffgasse 23 im 18. Bezirk (Währing) im Nordwesten der österreichischen Hauptstadt.